# 外汇储备
外匯儲備（英語：Foreign exchange reserves）是指一个國家或經濟體的中央銀行持有並可隨時兌換他國貨幣的資產，通常以美元計算。狹義而言，外匯儲備指一個國家或經濟體的外匯累積；廣義而言，指以外匯計價的總資產，包括現鈔、黃金、國外政府公債、國債券等。外匯儲備是一個國家或經濟體國際清償力的重要组成部分，同時對於平衡國際收支、穩定匯率有重要影響。
外匯儲備常被誤為是一國經濟實力的重要指標，但發行強勢貨幣的國家或經濟體，例如美國因其貨幣可在國際外匯市場中流通，並不需要太多外匯儲備；反而一些貨幣不在國際間流通的開發中國家或開發中經濟體，出於經濟發展、貿易、償還外債、穩定匯率的考慮，或政治上的需要，需要握有大量外匯儲備，通常是美元，以適應國際金融市場的波動及投資發展需求，而發展中國家的外匯儲備通常依靠貿易順差來儲備，例如中國、印度和其他亞洲經濟體以美金收取出口訂單。
然而大量持有單一品種的貨幣有著巨大的風險。以中國為例，所賺取的美金經央行兌換收集，央行就會採取一籃子貨幣策略來規避風險，同時大量採購黃金和白銀等其他資產，藉此穩定自身貨幣的價值和含金量。此外，一個國家或經濟體外匯儲備的多寡，也受其貨幣政策的影響：實施固定匯率或聯繫匯率的國家或經濟體，通常需要握有較充裕的外匯儲備以穩定匯率，但同時亦要顧及進口需求和貿易額來評定所需的貨幣品種，因為需要顧及通貨緊縮和通貨膨脹的風險。截至 2022 年 12 月，台灣的外匯存底約為 5,500 億美元，排名世界第六。

## 世界各國和地區外匯儲備
截至2022年第三季度，美元占全球外汇储备比重为59.53%，欧元19.77%，日元5.18%，英镑4.88%，人民币2.88%，加拿大元2.49%，澳元1.88%，瑞士法郎0.25%，其他货币3.15%。

## 外匯儲備運用與美國國債
當前的全球貿易體系，造成巨額美元流入一些戰略性原材料輸出國或採行出口導向工業化策略的國家，使這些國家擁有超額的外匯儲備，這是一種貿易失衡導致國際收支不平衡的現象；許多外匯儲備領先國回頭以此購買美國國庫證券（即美國國債），做為主要的外匯運用方式，這可視為一種支撐美元價值及購買力，以延續其本身貿易獲利的「互利雙贏」投資。然而，長期收支不平衡、大量舉債，給美國政府帶來沉重的財政負擔，將不利於維持美元強勢貨幣的地位。